# 5890 Карлсберґ
5890 Карлсберґ (5890 Carlsberg) — астероїд головного поясу, відкритий 19 травня 1979 року.
Тіссеранів параметр щодо Юпітера — 3,312.